# Первобытно-общинный строй
Первобытно-общинный строй, также общинно-родовой, — исторически первая в ряду общественно-экономических формаций, выделяемых в марксистской философии истории. 
Первобытное общество характеризуется минимальным (но постоянно повышающимся с течением времени) уровнем развития производительных сил, которому соответствуют производственные отношения так называемого первобытного коммунизма и бесклассовое общество.
В современной теории государства и права первобытно-общинный строй рассматривается как форма негосударственной организации общества; этап, через который прошли все народы мира.
Первобытная эпоха — самый ранний и наиболее продолжительный отрезок истории человечества, простирающийся «от выделения человека из мира животных до возникновения классового общества». В зависимости от локальных условий на смену первобытнообщинному строю приходит одна из классовых формаций — азиатский способ производства, рабовладельческий, феодальный и т. п. строй вплоть до социалистического. Некоторые исследователи также выделяют раннеклассовое общество.

## Этапы сбора знаний и формирования концепции
Для основоположников исторической науки из Эллады и Древнего Рима первобытный строй выступал как объект непосредственного наблюдения за соседними народами «с высоты» более развитой цивилизации. Источники этой эпохи скудны и односторонни. Они отражают интерес античных авторов прежде всего к тем сторонам жизни соседних народов (традиции, верования, обычаи, поведенческие стереотипы и пр.), которые наиболее важны для оценки их потенциала в роли торговых партнёров, союзников и/или потенциальных противников. Первобытная периферия средневековой Европы описана современниками несколько обширнее, но и здесь нельзя сбрасывать со счетов, что и на Западе, и в Азии и на Дальнем Востоке эти племена на протяжении предыдущих веков находились в контакте с более развитыми соседями и таким образом испытывали воздействие с их стороны.
Первобытный уклад жизни попал в поле зрения философов задолго до того, как мыслители Нового времени стали придавать этому объекту форму категории — элемента системного, научного знания. Одним из наиболее ранних образцов здесь является поэма Гесиода «Труды и дни» с её известной пятичленной историографической схемой: золотой век → век серебра → век меди → век героев → век железа. Как и в марксистской «пятичленке» (от коммунизма первобытного к коммунизму будущего), у Гесиода просматривается циклическое движение, возвращение к исходной точке. Разница в том, что у Гесиода спираль нисходящая (с потенциальной возможностью вернуться в «золотой век» через очищение от грехов прошлого), а в марксизме восходящая, в которой прежнее качество равенства и распределения по потребностям достигается при качественно и количественно более высоком уровне развития производительных сил.
О собирательстве («питаясь естественными кормами земли и случайными плодами деревьев») и «грубой и звериной жизни» писал Демокрит; от Дикеарха к Варрону и Титу Лукрецию Кару переходит гипотеза о развитии форм хозяйства от охоты и собирательства через скотоводство к земледелию. Лукреций, кроме того, излагает последовательность, близкую к современной археологической периодизации (каменный, бронзовый и железный века): «сначала люди использовали орудия из дерева и камня, затем открыли медь и только вслед за этим — железо». Развёртывая эту цепочку примеров, Ю. И. Семёнов выражает скептическое к ней отношение: «всё это были замечательные догадки».
Эпоха Великих географических открытий дала европейцам шанс изучить в буквальном смысле нетронутый материал Нового Света. На этом этапе, собственно, и зарождается современная этнография (Б. де Саагуна), хотя первые миссионеры углубляются в быт туземных народов с целью переломить его, а не изучить для академической науки. После XVIII века в числе объектов этнографических наблюдений всё больше внимания начинают привлекать аспекты социальной организации первобытных обществ, семьи и брака.
Наконец, в XIX веке формируются научные школы (эволюционисты и диффузионисты) Льюис Морган и другие этнографы XIX века реконструировали доисторический быт по наблюдениям за индейцами, папуасами, пигмеями и другими туземными народами; развёртываются дискуссии о матриархате и патриархате. По этим объективным причинам этнографический материал преобладает и в «Происхождении семьи…». Однако главный вклад этого труда Энгельса в марксизм состоял не в презентации этнографических концепций, а в закладке метода изучения способа производства в единстве факторов производительных сил и производственных отношений. В этом свете определение родовой, эпизодически встречавшееся в довоенной литературе, лишь частично раскрывает сущностные черты этого строя.

## Характеристика формации
В соответствии с методологией исторического материализма, каждая общественно-экономическая формация характеризуется определённым уровнем развития двух базовых составляющих самого понятия формации — производительных сил и особенностей производственных отношений.

### Производительные силы
В составе категории «Производительные силы» марксизм различает средства производства и людей как носителей опыта и навыков труда. Человек, таким образом, рассматривается как основной элемент производительных сил любого общества, любой формации; с философской точки зрения человек выступает одновременно и как цель общественного производства, и как его результат.
Уникальной особенностью первобытнообщинного строя в ряду других формаций является то, что «на входе» в эту формацию возникает сам человек (ср. «труд сделал из обезьяны человека»), и его последующий генезис как биологического существа тесно взаимоувязан с успехами в улучшении способа взаимодействия с окружающим миром, то есть, с изобретением и совершенствованием новых средств производства и технологий их применения.

#### Генезис человека
Критическим моментом в определении точки отсчёта для первобытнообщинного строя (как и для немарксистских систем периодизации истории человечества) является определение критериев и, соответственно, датировки события появления «человека разумного». Хотя открытие и первые описания неандертальцев (1856—1858) кроманьонцев (1868) состоялись ещё при жизни Маркса и Энгельса, по состоянию на третью четверть XIX века материалов по антропогенезу было ещё недостаточно, чтобы, возможно, скорректировать представления о хронологии начальных этапов формирования человека.
Так или иначе, задолго до выхода из первобытнообщинного строя, между 39 и 60-70 тыс. лет назад население Земли в большей своей части уже представлено неоантропами — людьми современного типа. Их преемственная деятельность по жизнеобеспечению популяций и их воспроизводству обретает со временем социально-организованные формы и складывается в общую историю развития производительных сил человечества.

#### Генезис технологий
Низкий, примитивный уровень материально-технической базы первобытной формации — объективная, но далеко не полная характеристика её производительных сил. Но чрезмерный акцент на самоочевидных сопоставлениях с последующими формациями невольно принижает уровень, достигнутый к концу первобытной эпохи. Если отождествлять её материально-техническую базу только, в буквальном смысле слова, с «технологиями каменного века», то становится непонятным, каким образом люди, «едва выйдя из пещер», оказываются в селищах, достигающих нескольких тысяч человек. Риторическое недоумение по поводу такого кажущегося разрыва истории выразил в своё время крупнейший востоковед Б. А. Тураев, отмечавший, что уже в I династии Раннего царства Египет предстаёт «уже в зрелом возрасте, с развитой бюрократией, со сформировавшимся искусством и религией, с языком, пережившим несколько фазисов развития».
Действительно, археологические раскопки показали, что за несколько тысяч лет до начала письменного периода истории человечество осуществило ряд технологических рывков. В числе последних называются неолитическая революция, а затем т. н. «урбанистическая революция», основанные на освоении новых технологий и сопровождавшиеся резким приростом набора материальных благ, получаемых в результате осознанной трудовой деятельности. При этом в силу незначительного прибавочного продукта соответствующие производящие сообщества ещё не были классовыми, а значит, не могут быть отнесены ни к рабовладельческому, ни к «азиатскому» типу.
Для разрешения этого формального противоречия советские историки второй половины XX века ввели в оборот, в качестве паллиативы, понятие раннеклассовых обществ. На этом, заключительном своём этапе формация утрачивает качество «первобытности» (прежде всего в технологиях), и одновременно нарастает и усиливаются качества «общинности», как формы коллективистской организации общественного воспроизводства и управления. На этом этапе закладываются базовые традиции и стереотипы общины, которая затем присутствует в последующих формациях в виде господствующего либо второстепенного уклада.

### Производственные отношения
Первобытнообщинный строй в истории человечества является эпохой зарождения и становления производственных отношений, под которыми марксизм понимает «совокупность материальных экономических отношений между людьми в процессе общественного производства и движения общественного продукта от производства до потребления».

#### Разделение функций и разделение труда
Совершая эволюцию из субъекта первобытного стада в индивида — члена родоплеменного сообщества, человек ставит заложенные природой инстинкты на сознательную основу, трансформируя их в стереотипы организации труда по добыче средств существования, их распределению, сохранению и запасанию. Масса аналогов разделения соответствующих функций между представителями животного мира внутри их структурированных групп (стая, стадо, прайд и пр.) служит дополнительным аргументом в пользу эволюционной гипотезы происхождения человека.
В животном мире далеко не все функции жизнеобеспечения и воспроизводства требуют коллективного исполнения. У высших млекопитающих налицо разделение ряда функций по признаку пола; в частности, в связи с необходимостью рождения и выкармливания потомства. Физиологическое разделение труда по полу и возрасту состоялось ещё до выхода человека из животного мира. В первобытную эпоху оно расширялось и углублялось, охватывая вновь возникающие объекты приложения труда.
Задолго до того, как произошли следующие крупнейшие разделения труда — разделение земледелия и скотоводства, выделения ремесла (последнее представляет собой уже производственную форму разделения труда), соответствующие виды деятельности в более или менее значимых объёмах развивались внутри первичных сообществ. Чисто скотоводческих либо чисто земледельческих племён не существовало, либо они вымерли: биологически человек сформировался как существо исключительно всеядное (полифаг), нуждающийся в пище как растительного, так и животного происхождения.
Особый вид производственно-технологических отношений — разделение руководящего и исполнительского труда, в перспективе влекущий за собой формирование управленческой надстройки, также имеет прототипы в животном мире, и не только на примере вожаков стай. Функция обучения новых поколений конкретным видам производительного труда предполагает управление не только действиями обучаемых, но и распределение их по видам деятельности, например, соответственно полу ребёнка.

#### Отношения собственности
Последние исследования (с конца 1990-х годов) показали, что более корректным аналогом для обозначения объединений ближайших предков человека является не стадо, а стая (рой) с присущим ей феноменами роевого интеллекта (swarm intellect) и пр. Так или иначе, в генезисе собственности, как ведущего в системе производственных отношений, исторически первой формой собственности при первобытнообщинном строе была коллективная, общественная.
С развитием производительных сил меняются формы организации процессов жизнеобеспечения. Одновременно происходит стихийная оптимизация размеров первичных хозяйствующих сообществ, их расселение, миграции и пр. На этапе присваивающего хозяйства прежний стадный инстинкт защиты территории перерастает в сознательное отношение к объектам коллективной собственности, как к «своим». Условием, при котором вообще допустимо говорить об отношениях собственности, является наличие, как минимум, двух хозяйственно обособленных субъектов. Таковыми являются племена, регулярно воюющие друг с другом за жизненное пространство. Их стычки закрепляют в менталитете коллективистские стереотипы в противовес эгоистическим, частным. Современные исследования показывают, что частнособственнические мотивы в целом чужды небольшим, эгалитарным сообществам охотников-собирателей.
Жизнеобеспечение ограниченно или полностью нетрудоспособных может осуществляться в различных вариантах распределения и перераспределения коллективно или индивидуально добытых благ. Применительно к первобытным сообществам здесь выдвигается гипотеза, что

«Совершенно естественной самозащитой явилась здесь полная собственность коллектива на всю пищу, добытую её членами, независимо от того, добыта она ими была совместно или в одиночку. Такая форма полной собственности коллектива на пищу могла выразиться только в распределении пищи между всеми членами на началах уравнительного распределения».— Ю. И. Семёнов

В обиходе уравнительное распределение может ассоциироваться с ситуацией, когда в силу недостаточного количества суммарного блага человеку достаётся меньше его реальной потребности — например, по причине неблагоприятного стечения внешних (чаще всего природных) факторов, от которых первобытные люди были недостаточно защищены. Но недоудовлетворение потребностей не может быть систематическим; в противном случае такая популяция вымирает. Полемическая гипербола «равенство в нищете», претендующая на характеристику такого распределения в бесклассовом строе, неприемлема также и в силу отсутствия в нём парного «нищете» понятия «богатство».
На самом деле, уравнительное распределение в этой формации имело признаки «удовлетворения по потребностям». Необходимым для этого дополнительным источником служили блага, добываемые (как и многими млекопитающими) сверх нормы текущего потребления, «про запас». Совершенствование технологий запасания скоропортящихся продуктов расширяло перечень благ, добываемых дополнительно, для пополнение сезонного резерва, а также абсолютные объёмы этих резервов. Тезис, увязывающий в первобытном распределении качества уравнительного и одновременно по потребностям, вошёл в цитированную выше статью энциклопедии, и был повторён и развит в современной монографии:

"…на началах уравнительного распределения. Последнее вовсе не предполагало распределения продукта между всеми членами коллектива поровну (хотя это и могло иметь место) Суть уравнительного распределения заключалась в том, что каждый член коллектива получал часть добытого продукта в силу своей принадлежности к этому коллективу. Что же касается размера получаемой доли, то она зависела как от общего объёма полученных продуктов, так и от потребностей конкретного индивида— Семёнов Ю. И. Традиционная нормативная культура….

#### Отношения обмена
Тезис о наличии прибавочного продукта как необходимой предпосылке обмена продуктами между хозяйственно обособленными друг от друга коллективными хозяйствами разных сообществ не является исключительно марксистским. Его разделяют и другие концепции философии истории XIX—XX веков, оперировавшие умозрительными логическими построениями при весьма скудной базе материальных и иных свидетельств археологии и этнографии.
Лишь к концу XX века стало выясняться, что некоторые специфические для первобытной эпохи блага обнаруживались в раскопках на значительном удалении от места их добычи. Пример — обсидиан, минерал вулканического происхождения с уникальными режущими свойствами. Его применение обеспечивало резкий прирост производительности и качества в изготовлении как средств производства, так и одежды. Преодолевать значительные, иногда в несколько сот километров, расстояния куски обсидиана могли только благодаря цепочке последовательных обменов между соседними племенами.
Эти находки не подрывают формулировку исходного тезиса. По определению необходимого продукта, как объёма, минимально необходимого для поддержания физического существования и естественного воспроизводства, продукт, поступающий в обмен не может быть иным, кроме как прибавочным. Схемы «голодного экспорта» возникают лишь на более поздних этапах развития мирового хозяйства.
Для снятия мнимого противоречия, возникающего при экстремальном истолковании тезиса о «низком уровне развития производительных сил», и во избежание коллизии с определением «прибавочного продукта» (эта категория тесно примыкает к понятию прибавочная стоимость, отсутствующему в превобытнообщинном строе), советские историки-марксисты расширили категориальный аппарат, введя в оборот понятия жизнеобеспечивающего и избыточного продукта.
«Жизнеобеспечивающим является продукт, абсолютно необходимый для поддержания такого существования членов коллектива, при котором их организмы не претерпевают необратимых патологических изменений». Основную массу жизнеобеспечивающего продукта составляла пища.
Избыточным является весь общественный продукт, превышающий этот уровень. «Избыточен он был вовсе не в том смысле, что не мог быть потреблён членами коллектива, а лишь в том, что когда его не было, то и без него было возможно их нормальное существование».

### Первобытный коммунизм
В «пятичленной» схеме периодизации стадий общественной эволюции общественно-экономические формации часто сокращённо именуются по господствующему типу производственных отношений: вместо «феодальный строй» говорится «феодализм», термин «капиталистический способ производства» упрощается до «капитализм» и т. п. Однако полной тождественности здесь нет, что видно на примере категорий «коммунизм» и «первобытный коммунизм», расположившихся по краям формационной оси.
Дискуссионные моменты внутренней периодизации доисторической эпохи, а также примыкающая к ним проблематика азиатского способа производства, делают дидактически предпочтительным отказаться от полного отождествления первобытно-общинного строя и первобытного коммунизма. Последний — безусловно существенная, ведущая, но не единственная и не исчерпывающая характеристика первобытнообщинного строя.

#### Терминология
Термин «первобытный коммунизм» как перевод англ. primitive communism был в научном обороте в России в конце XIX века.
Расхождение между русскими и иноязычными наименованиями категорий, а иногда и целых отраслей знания отчасти отражает особенности отечественной исторической школы, уходящие корнями в XIX и даже XVIII век. Например, в русском языке есть понятия и «древний», и более узкое «античный», которым в английском соответствует одно и то же слово англ. ‘ancient’. Далее, этнография — отрасль народоведческого знания, напрямую выходящая на первобытную проблематику, имеет в России двухвековую традицию развития своего предмета и методов, в то время как на Западе «антропология» и «этнология» развивались раздельно и по своим методикам.
Перевод классического труда Э.-Б. Тайлора англ. «Primitive culture», 1871}, изданный в 1873 году в Петербурге под названием «Первобытная культура», дал прецедент передачи многозначного англ. ‘primitive’ удачной двусоставной конструкцией «первобытный». Перво- передаёт качество хронологически первого (ср. первопроходец), следствием чего может быть неполная развитость форм бытия. Со своей стороны, «бытие», «быт» подчёркивают философский, социально-исторический контекст, а не, скажем, принадлежность термина естественным наукам.
Но наряду с «primitive» → «первобытный» есть и полукалька «primitive» → «примитивный». Это создаёт формальную предпосылку приравнивания «первобытный» «примитивный», что применительно ко всей формации не всегда верно, особенно на завершающем (общинном) этапе, когда складываются уже далеко не примитивные социальные формы.

#### Община — первичная экономическая и социальная ячейка формации
Община в первобытную эпоху — универсальный социальный институт, служащий носителем всей совокупности общественных функций. Первобытная община определяет всю систему отношений формации: это одновременно и производственный, и семейно-бытовой, и культовый коллектив.
Разложение общины не означает её полного исчезновения. По ходу её эволюции в классовую эпоху функциональная нагрузка общины рассредотачивается между новыми, обособленными институтами управления, власти и культа; трансформируются надстроечные формы. Повествование Павсания о гибели царя Кодра (около XI в.) отразило трансформацию автократической власти племенного вождя («цари», басилевсы) в коллегиальное правление группы старейшин-архонтов (эпоним, басилевс, полемарх и пр.) разделяющих управление общиной по сферам власти (военное дело, культы, хозяйство). С возникновением классов утрачивают власть общие собрания полноправных членов общины (агора и пр.). Несмотря на приватизацию, разделы между общинниками земельного фонда, известная его часть ещё долго остаётся в общественной собственности (ср. ager publicus). Рудименты общинного строя доживают до наших дней в названиях мелких административно-территориальных единиц, здесь надо прежде всего вспомнить о сельских, а позже и городских коммунах, которые помимо прочего ещё и этимологически связаны с первичным понятием «коммунизм». Таким образом в ретроспективе понятия «коммунистический», «общинный», «общественный» сходятся в одной и той же первобытно-общинной, первобытно-коммунистической эпохе.

## Соответствие с альтернативными классификациями
«Попытка структурировать историю, делить её на ряд периодов всегда ведёт к грубым упрощениям, — отмечал немецкий философ К.-Т. Ясперс, — однако эти упрощения могут служить стрелками, указывающими на существенные моменты». Некоторые современные философы истории указывают на бесперспективность разрешения противоречия между формационным и цивилизационным подходом по схеме «или-или». Противопоставляя этому подходу принцип «и-и», они призывают найти «такое сопряжение формационной и цивилизационной парадигм, которое может быть плодотворно применено к решению задачи крупномасштабного членения исторического процесса, что позволит сделать само видение истории более многомерным».
Благодаря тому, что первобытнообщинный строй располагается на стартовом отрезке оси исторического времени, принципиальных расхождений между обоими подходами к членению истории нет. Наоборот, различные варианты выбора нулевой точки отсчёта часто объединяют сторонников оппонирующих течений мысли.

### Классификация Моргана и его предшественников
Первоисточником, побудившим К. Маркса к углублённой проработке материалов по первобытной древности, послужила книга американского этнографа Льюиса Моргана «Древнее общество» (издана в 1877 году). На протяжении 1880—1881 гг. Маркс составлял её комментированный конспект. Его посмертное издание, со своими добавлениями, осуществил в 1884 году Ф. Энгельс под названием «Происхождение семьи, частной собственности и государства».
Но приоритет в создании этого варианта трёхчастной шкалы (англ. scale) истории человечества («дикость», «варварство» и «цивилизация»), известной многим по «Происхождению семьи», не за Энгельсом, и даже не за Морганом. Концепция последнего восходит к трудам учителя Адама Смита, шотландского философа и историка Адама Фергюсона (1766 год); Гегель и Сен-Симон, которых упоминает в этой связи В. П. Илюшечкин принадлежат уже следующему поколению философов.
Соизмеряя шкалу Фергюсона с формационной, легко видеть, что два отрезка из трёх падают на первобытно-общинный строй, в то время как «цивилизация» охватывает скопом все последующие формации
| концепция          | стадия / строй      | стадия / строй      | стадия / строй    | стадия / строй | стадия / строй    | стадия / строй   |
| ------------------ | ------------------- | ------------------- | ----------------- | -------------- | ----------------- | ---------------- |
| Формационная       | Первобытно-общинный | Первобытно-общинный | Рабовладельческий | Феодальный     | Капиталистический | Социалистический |
| Цивилизационная    | Дикость             | Варварство          | Аграрная          | Аграрная       | Индустриальная    | Индустриальная   |
| Фергюссон — Морган | Дикость             | Варварство          | Цивилизация       | Цивилизация    | Цивилизация       | Цивилизация      |

### Терминология
Маркс и Энгельс не успели придать шкале формаций окончательный вид, в котором она была бы применима ко всем локальным вариантам общецивилизационного процесса. Дальнейшие развитие этого раздела исторического материализма в XX веке осуществляли марксисты разных стран, и прежде всего обществоведы СССР. Эта работа шла параллельно с переводом на русский язык и введением в научный оборот архивов Маркса и Энгельса, и часть категориального аппарата не всегда получала своевременное и адекватное отражение в научных трудах на языках исследователей других стран.

## Развитие категории в XX веке
Являясь наиболее полным первоисточником по первобытноведению в марксистской теории, «Происхождение семьи, частной собственности и государства», вместе с тем, по объективным причинам охватывает не весь круг вопросов, необходимых для развёртывания формационного анализа данной эпохи. Уже Энгельс при изложении схемы Моргана констатировал её условность, а в советское время часть материалов этой книги была признана в значительной мере устаревшей, хотя этот труд и продолжал входить в список первоисточников по курсу исторического материализма. Руководствуясь ей, как методологической основой, ещё довоенное поколение советских учёных (П. П. Ефименко, М. О. Косвен, А. М. Золотарёв, С. П. Толстов) ввело в научный оборот «значительный материал, доказывающий универсальность общинно-родового строя и опровергающий попытки подменить её различного рода „тотемическими обществами“ или „семейно-родственными группами“».
Сходясь во мнении, что начальной стадией строя было первобытное человеческое стадо, учёные предлагали различные варианты для второго и третьего этапов, соответствующих расцвету родового общества и разложению общины. Так, М. О. Косвен выделяет на стадии родового строя матриархат, патриархат и военную демократию; А. И. Першиц — периоды раннеродовой, раннеземледельческой родовой и соседско-большесемейной общины. Со своей стороны, Ю. И. Семёнов позже соотнёс с эпохой первобытного стада формирование человека и человеческого общества, а последующую историю родового строя как развитие уже сформировавшегося общества. Подчёркивая, что грань между этими периодами более глубока, нежели рубежи между другими формациями, учёный настаивал на том, чтобы считать первой общественно-экономической формацией родовое общество.
В 1989 году Ю. В. Павленко опубликовал следующую схему, отражающую, на его взгляд, соотношение формационных категорий и субкатегорий:
| Доэксплуататорские общества       | Доэксплуататорские общества             | Эксплуататорские общества                           | Эксплуататорские общества                           | Эксплуататорские общества                           |
| Бесклассовые первобытные общества | Бесклассовые первобытные общества       | Классовые в широком смысле, цивилизованные общества | Классовые в широком смысле, цивилизованные общества | Классовые в широком смысле, цивилизованные общества |
| Позднепервобытные общества        | Позднепервобытные общества              | Неразвитые (докапиталистические) классовые общества | Неразвитые (докапиталистические) классовые общества | Развитые (капиталистические) классовые общества     |
| --------------------------------- | --------------------------------------- | --------------------------------------------------- | --------------------------------------------------- | --------------------------------------------------- |
|                                   | Предклассовые общества                  | Раннеклассовые общества                             | Сословно-классовые общества                         | Развитые (капиталистические) классовые общества     |
|                                   | Формирующиеся эксплуататорские общества |                                                     |                                                     |                                                     |